# Хадсон да Сілва Нері
Хадсон да Сілва Нері або просто Хадсон (порт.-браз. Hadson da Silva Nery, нар. 4 серпня 1981, Белен, штат Пара, Бразилія) — бразильський футболіст, опорний півзахисник.

## Життєпис
Народився в місті Белен, штат Пара. Розпочав займатися футболом у молодіжній системі «Корінтіанса». Першим професіональним клубом став «Клуб Ремо», в якому він виступав на позиції лівого захисника. Після виступав за команду «Парана», у 2003 році грав за португальський клуб «Алкайнш» з однойменного міста, Хадсон зіграв 9 матчів і забив 1 м'яч.
Взимку 2004 року перейшов у стан сімферопольської «Таврії». У чемпіонаті України дебютував 27 березня 2004 року в виїзному матчі проти кіровоградської «Зірки» (1:1), Хадсон вийшов на 86-ій хвилині замість Олександра Заруцького. Всього за «Таврію» в чемпіонаті України Адсон зіграв 10 матчів, також провів 1 матч у молодіжній першості України. Влітку 2004 року він перейшов в івано-франківський «Спартак». У команді провів півроку зіграв 8 матчів у Першій лізі України і 1 матч у Кубку України.
Потім Хадсон знаходився в складі клубу «Уніау Лейрія», за команду він так і не зіграв. Пізніше був відданий в оренду в «Гондомар», який виступає в Лізі де Онра. За команду він зіграв 14 матчів і забив 1 м'яч. У 2007 році перейшов у «Пайсанду» з його рідного міста Белен. Потім грав у клубі «Пінеренсе». З 2010 року грав за «Греміо Бразіл».
Після завершення кар'єри футболіста залишився в футболі, і в 2014 року став головним тренером клубу «Брагантіно» (Пара).